# 城巴94A線
城巴94A線是香港南區的一條巴士路線，循環來往華富邨及利東邨。

## 歷史
- 1993年10月25日，因為中華巴士不甘政府將南區客量最高的區內線98線削予城巴，所以此線投入服務。
- 1998年9月1日，中巴專營權結束後改由新巴接辦。
- 1999年5月10日，延長服務時間至23:00。
- 1999年7月10日，增派空調巴士行走。
- 2001年，改為全空調服務，試圖搶回城巴48線、98線的乘客。
- 2010年7月15日，此線加入循環線乘搭限制，在香港真光書院之前登車的乘客，須於利東街市重新繳付車資以繼續行程。
- 2018年5月28日：增設實時抵站時間查詢服務。
- 2019年2月24日：往利東邨方向，改由香港仔海傍道直往香港仔大道，不再繞經成都道、湖南街及東勝道，改停香港仔大道「漁暉道」站，不停成都道「香港仔中心」及東勝道「湖北街」站。[1]
- 2020年12月21日：受疫情影響，尾班車提早至21:00。[2]
- 2023年7月1日：因應城巴新巴專營權合併，本線改由城巴經營。

## 服務時間及班次
| 華富（中）開         | 華富（中）開 | 華富（中）開 |
| 日期                 | 服務時間     | 班次（分鐘） |
| -------------------- | ------------ | ------------ |
| 星期一至五           | 06:00-07:25  | 12/13        |
| 星期一至五           | 07:25-09:15  | 15/20        |
| 星期一至五           | 09:15-12:15  | 20           |
| 星期一至五           | 12:15-13:00  | 15           |
| 星期一至五           | 13:00-14:00  | 12           |
| 星期一至五           | 14:00-15:00  | 15           |
| 星期一至五           | 15:00-22:00  | 20           |
| 星期一至五           | 22:00-23:00  | 30           |
| 星期六、日及公眾假期 | 06:00-19:40  | 20           |
| 星期六、日及公眾假期 | 19:40-23:00  | 25           |

特別班次（華富（中） → 利東邨）
- 星期一至五上課日：07:35

星期六、日、學校假期及公眾假期不設服務

## 收費
全程：$4.0
| - 本線設有12歲以下小童及65歲或以上長者半價優惠。 - 65歲或以上香港居民使用「樂悠咭」，以及12歲以下合資格殘疾兒童使用「殘疾人士身份」個人八達通繳付車資，均可享有每程$2.0或半價（以較低者為準）的票價優惠；12至64歲合資格殘疾人士使用「殘疾人士身份」個人八達通（包括「樂悠咭」），以及60至64歲香港居民使用「樂悠咭」繳付車資，均可享有每程$2.0或全費（以較低者為準）的票價優惠。 - 65歲或以上長者如使用長者或一般個人八達通繳付車資，則只可享有半價優惠；12至64歲合資格殘疾人士如不使用「殘疾人士身份」個人八達通，以及60至64歲人士如不使用「樂悠咭」繳付車資，必須繳付全費。 - 乘客可以現金或八達通於上車時付款，不設找續。 - 每位成人乘客可免費攜帶最多兩名4歲以下而不佔座位的兒童乘客乘車，超額之4歲以下小童必須繳付小童車費乘車。 - 九龍巴士、城巴及龍運巴士全職員工及家屬（不包括外判職員）可免費乘搭本路線，惟必須拍職員或職員家屬八達通。 - 乘客亦可使用AlipayHK「易乘碼」、支付寶、WeChatHK／微信支付「搭車碼」、銀聯雲閃付「乘車碼」及BOC Pay「乘車碼」、具有感應式支付功能的VISA、Mastercard及銀聯卡，以及Apple Pay、Google Pay及Samsung Pay流動支付平台繳付車資。使用此支付方式的乘客可享有中途下車之分段收費，以及與其他城巴獨營路線或聯營線城巴班次之轉乘優惠，惟不適用於與非城巴路線之轉乘優惠。乘客亦不能享有「公共交通費用補貼計劃」及「長者及合資格殘疾人士公共交通票價優惠計劃」。 |

- 往利東邨方向，由華富（中）至香港真光書院登車的乘客，若需繼續前往漁安苑或之後往華富（中）方向的巴士站，需於利東街市站重新繳付車資。

### 八達通轉乘優惠
乘客登上本線後指定時間內以同一張八達通卡轉乘以下路線，或從以下路線登車後指定時間內以同一張八達通卡轉乘本線，次程可獲車資折扣優惠：
94A←→95C、595，次程車資全免，轉乘時限為60分鐘
- 94A往利東邨 → 95C往鴨脷洲或595往海怡半島
- 95C往置富或595往石排灣 → 94A往華富

94A←→970(X)，次程可獲$1.5折扣優惠
- 94A往華富 → 970(X)往九龍，轉乘時限為90分鐘
- 970(X)往港島 → 94A往利東邨，轉乘時限為120分鐘

## 使用車輛
本線主要使用亞歷山大丹尼士Enviro 500(MMC)（40XX、55XX）及富豪B9TL(45XX)行走。

## 行車路線
經：華景街、華富道、石排灣道、香港仔大道、鴨脷洲橋道、鴨脷洲徑、利東邨道、鴨脷洲徑、鴨脷洲橋道、香港仔海傍道、天橋、香港仔大道、洛陽街、東勝道、香港仔大道、天橋、香港仔海傍道、石排灣道、華富道及華景街。

### 沿線車站

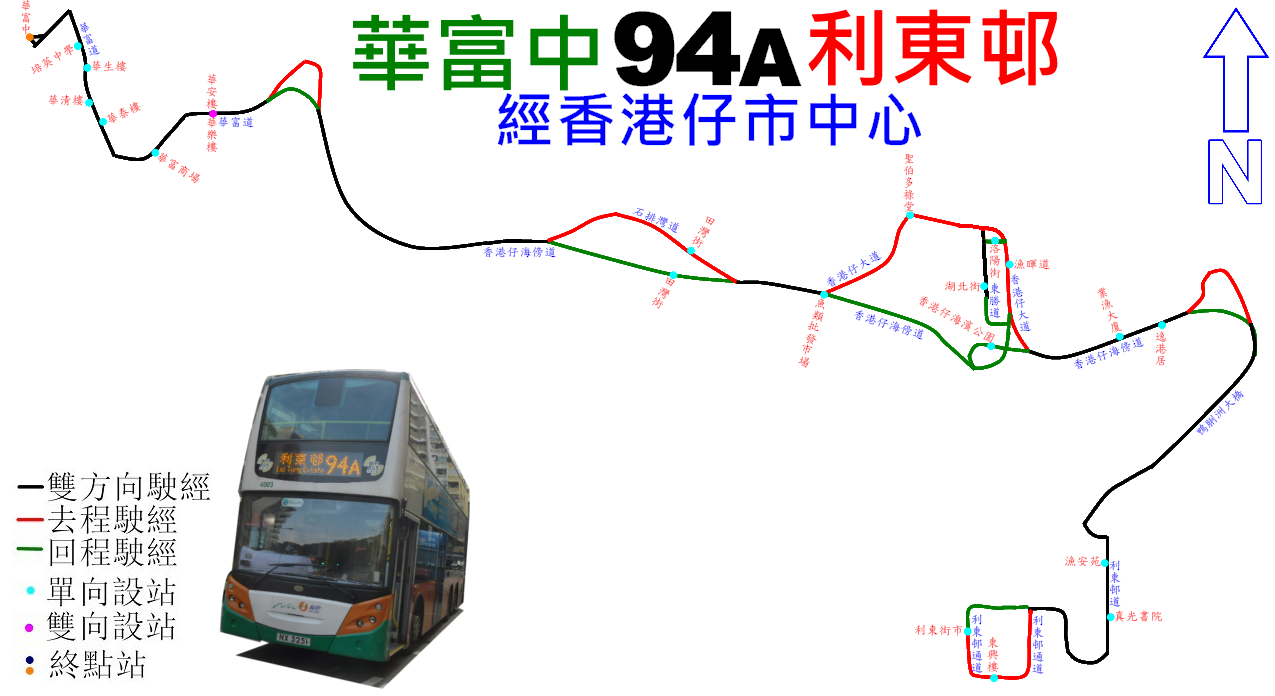
本線的走線圖

| 1                  | 華富（中）         | 華富（中）巴士總站 |
| 2                  | 華富邨華生樓       | 華富道             |
| 3                  | 華富邨華泰樓       | 華富道             |
| 4                  | 華富邨華安樓       | 華富道             |
| 5                  | 田灣街             | 石排灣道           |
| 6                  | 聖伯多祿堂         | 香港仔大道         |
| 7                  | 漁暉道             | 香港仔大道         |
| 8                  | 業漁大廈           | 香港仔大道         |
| 鴨脷洲大橋         |                    |                    |
| 9                  | 香港真光書院       | 利東邨道           |
| 10                 | 利東邨東興樓       | 利東邨道           |
| 11                 | 利東街市           | 利東邨道           |
| 12                 | 漁安苑             | 利東邨道           |
| 鴨脷洲大橋         |                    |                    |
| 13                 | 逸港居             | 香港仔海傍道       |
| 14                 | 香港仔海濱公園     | 香港仔海傍道       |
| 香港仔大道行車天橋 |                    |                    |
| 15                 | 洛陽街             | 洛陽街             |
| 香港仔大道行車天橋 |                    |                    |
| 16                 | 香港仔魚類批發市場 | 香港仔海傍道       |
| 17                 | 田灣街             | 香港仔海傍道       |
| 18                 | 華富邨華樂樓       | 華富道             |
| 19                 | 華富商場           | 華富道             |
| 20                 | 華富邨華清樓       | 華富道             |
| 21                 | 培英中學           | 華景街             |
| 22                 | 華富（中）         | 華富（中）巴士總站 |

## 外部連結
- 新巴／城巴官方網站路線資料：94A線 （页面存档备份，存于）
- 681巴士總站－城巴94A線 （页面存档备份，存于）